# Baha' ad-Dawla Firuz
Baha o-dowleh ou Bahâ' ad-Dawla Fîrûz (La splendeur de l'empire) est le troisième fils d'`Adhud ad-Dawla Fannâ Khusraw. Il est né en 972. Il succède à l'aîné de ses frères Charaf ad-Dawla Chirzîl comme émir bouyide d'Irak en 989. Il devient émir du Fars et du Kerman en 998 après le meurtre de son second frère Samsâm ad-Dawla Marzubân. Il meurt le 22 décembre 1012.

## Biographie
Charaf ad-Dawla meurt le 6 septembre 989. Bahâ' prend sa succession, il n'a alors que dix-neuf ans. Samsâm ad-Dawla peut envisager un retour au pouvoir. Il a été éborgné peu avant la mort de Charaf ad-Dawla, mais cela ne l'empêche pas de s'évader de sa prison et de prendre le Fars, le Kerman et le Khuzestân à son jeune frère Bahâ' ad-Dawla. Les deux frères rivaux se trouvent alors attaqués par Fakhr ad-Dawla qui envahit le Khuzestân. Les deux frères concluent une alliance et se partagent l'empire en se promettant de se considérer comme des égaux avec le titre de « Roi ». Samsâm ad-Dawla prend Arrajan, le Fars et le Kerman tandis que Bahâ' ad-Dawla règne sur l'Irak et le Khuzestân. Il y a alors trois royaumes Bouyides indépendants.
En 991, à Bagdad, les vizirs bouyides détrônent le calife abbasside At-Ta'i et à sa place, on rappelle de son exil Al-Qadir fils d'Al-Muttaqi et petit-fils d’Al-Muqtadir qui convoitait depuis longtemps la place de calife. Baha' ad-Dawla tente de s'imposer dans les territoires de Samsâm ad-Dawla. Il prend le titre de « roi des rois » et envahit les territoires de son frère. Samsâm ad-Dawla qui parvient à conserver le contrôle de l'Oman et du Khuzestân et qui reconnaît Fakhr ad-Dawla comme « émir des émirs » se mettant ainsi sous sa protection.
Fakr ad-Dawla meurt en octobre/novembre 997. Son fils Rustam n'a que quatre ans mais il reçoit le titre de Majd ad-Dawla (Gloire de l'empire). Chams ad-Dawla allié au Kurde Badr ben Hasanûya prend Hamadân après plusieurs batailles. Le jeune garçon est emprisonné dans le fort de Tabarok tandis que Chams ad-Dawla s'installe à Ray. Un an après Majd-ad-Dawla peut revenir à Ray où il se tient à l'écart des intrigues politiques tandis que Chams ad-Dawla revient à Hamadân.

### Réunification partielle de l'empire
Dans le royaume de Samsâm ad-Dawla la situation se détériore. L'Irak et le Fars souffrent de la rivalité entre Bahâ'-ad-Dawla et Samsâm ad-Dawla. En 998, Samsâm ad-Dawla envahit le Khuzestân et occupe Bassora. De son côté, Bahâ'-ad-Dawla et son allié kurde Badr ben Hasanûya se préparent à l'attaque. La campagne commence à peine lorsque Samsâm ad-Dawla, qui s'enfuyait de Chiraz, est assassiné par un des fils d'`Izz ad-Dawla (novembre/décembre 998). Aussitôt ses armées du Khuzestân rendent les armes. Bahâ'-ad-Dawla pénètre dans la province du Khuzestân puis du Fars, il vainc facilement le fils d'`Izz ad-Dawla, il prend le Kerman et annexe Oman. Il a alors repris presque tous les territoires que dominait son père `Adhud ad-Dawla. Les émirs Bouyides de Ray et d'Hamadân reconnaissent sa prééminence. Il essaie aussi de prendre indirectement le contrôle du nord de l'Iran où les deux fils de Fakr ad-Dawla, Majd ad-Dawla Rustam et Chams ad-Dawla lui reconnaissent le titre « d'émir des émirs » (1009 ou 1010). Mais Bahâ'-ad-Dawla prend Chiraz comme sa résidence et manifestement il ne rêve pas de renouveler la réussite politique de son père `Adhud ad-Dawla.

### Un empire sur le déclin
Le règne de Bahâ'-ad-Dawla coïncide avec le début du déclin de l'empire bouyide. Les querelles internes l'empêchent de protéger ses frontières. Son allié kurde Badr ben Hasanûya pose les fondations de l'émirat marwanide de Diyarbakir. Il a pris Hulwân une ville qui contrôle la route du Khorasan. Les Uqaylides de Mossoul étendent leur domaine aux dépens des Bouyides. Les désordres en Mésopotamie semblent montrer que « l'émir des émirs » ne considère plus l'Irak comme au centre de ses préoccupations. À la mort de Baha' ad-Dawla le 22 décembre 1012, seules Bagdad et Wâsît restent sous leur contrôle direct. Dans la zone contrôlée par les fils de Fakhr ad-Dawla la frontière nord est aussi menacée : Les Ziyarides du Gorgan et du Tabaristan se libèrent de la tutelle bouyide, Les Ghaznévides montrent leur intérêt pour le Khorasan et les Kakouyides commencent à créer un nouvel état à Ispahan.
Peu avant sa mort Baha' ad-Dawla a désigné son fils Sultan ad-Dawla comme successeur. Sultan ad-Dawla nomme son frère Jalâl ad-Dawla Chirzîl comme gouverneur de l’Irak, il attribue le Kermân à son autre frère Qiwâm ad-Dawla.